# 에이프릴의 My Wish
《에이프릴의 My Wish》(에이프릴의 마이 위시)는 2016년 5월 2일 ~ 2016년 6월 22일까지 GTV에서 방영한 에이프릴의 리얼리티 프로그램이다.

## 소개
청정돌 에이프릴의 위시리스트 행동개시! 
아이돌의 뻔한 취미와 특기가 아닌, 스페셜하고 독특한 에이프릴만의 취미, 특기 발굴 리얼리티 프로그램

## 출연
- 채원
- 현주
- 나은
- 예나
- 진솔

## 방영 목록

### 2016년
| 회차  | 방송일   | 부제                                                               |
| ----- | -------- | ------------------------------------------------------------------ |
| 제1회 | 5월 2일  | - 에이프릴의 My wish 특별한 우리만의 악기 연주                     |
| 제2회 | 5월 9일  | - 예나의 My wish 실내 클라이밍 도전 - 채원의 My wish 폴댄스 배우기 |
| 제3회 | 5월 16일 | - 현주의 My wish 특별한 맛집 탐방                                  |
| 제4회 | 5월 30일 | - 나은의 My wish 멤버들 '메이크 오버'하라!                         |
| 제5회 | 6월 6일  | - 진솔의 My wish 우리만의 파티                                     |
| 제6회 | 6월 13일 | - 에이프릴의 My wish                                               |
| 제7회 | 6월 22일 | - My wish 비하인드 스토리 - 채원의 My wish 캐릭터 도시락 만들기    |